# John Hillcoat
John Hillcoat (Queensland, 14 agosto 1961) è un regista e sceneggiatore australiano.

## Biografia
Ha iniziato la sua carriera nel mondo dei videoclip, lavorando per gruppi come Depeche Mode, Nick Cave & The Bad Seeds, Manic Street Preachers, Bush, Placebo e molti altri. In seguito inizia un'assidua collaborazione con Nick Cave, che collabora alla stesura del suo film d'esordio Ghosts... of the Civil Dead e il suo secondo lungometraggio To Have and to Hold.
Sempre con la collaborazione di Cave, nel 2005 realizza il western La proposta, molto apprezzato dalla critica. Dopo aver diretto il video Makes Me Wonder dei Maroon 5, nel 2008 dirige Viggo Mortensen in The Road, tratto dal romanzo di Cormac McCarthy La strada.

## Filmografia
- Ghosts... of the Civil Dead (1988)
- To Have and to Hold (1996)
- La proposta (The Proposition) (2005)
- The Road (2009)
- Red Dead Redemption: The Man from Blackwater (mediometraggio, 2010)
- Lawless (2012)
- Codice 999 (Triple 9) (2016)
- Black Mirror – serie TV, episodio 4x03 (2017)